# Астрология

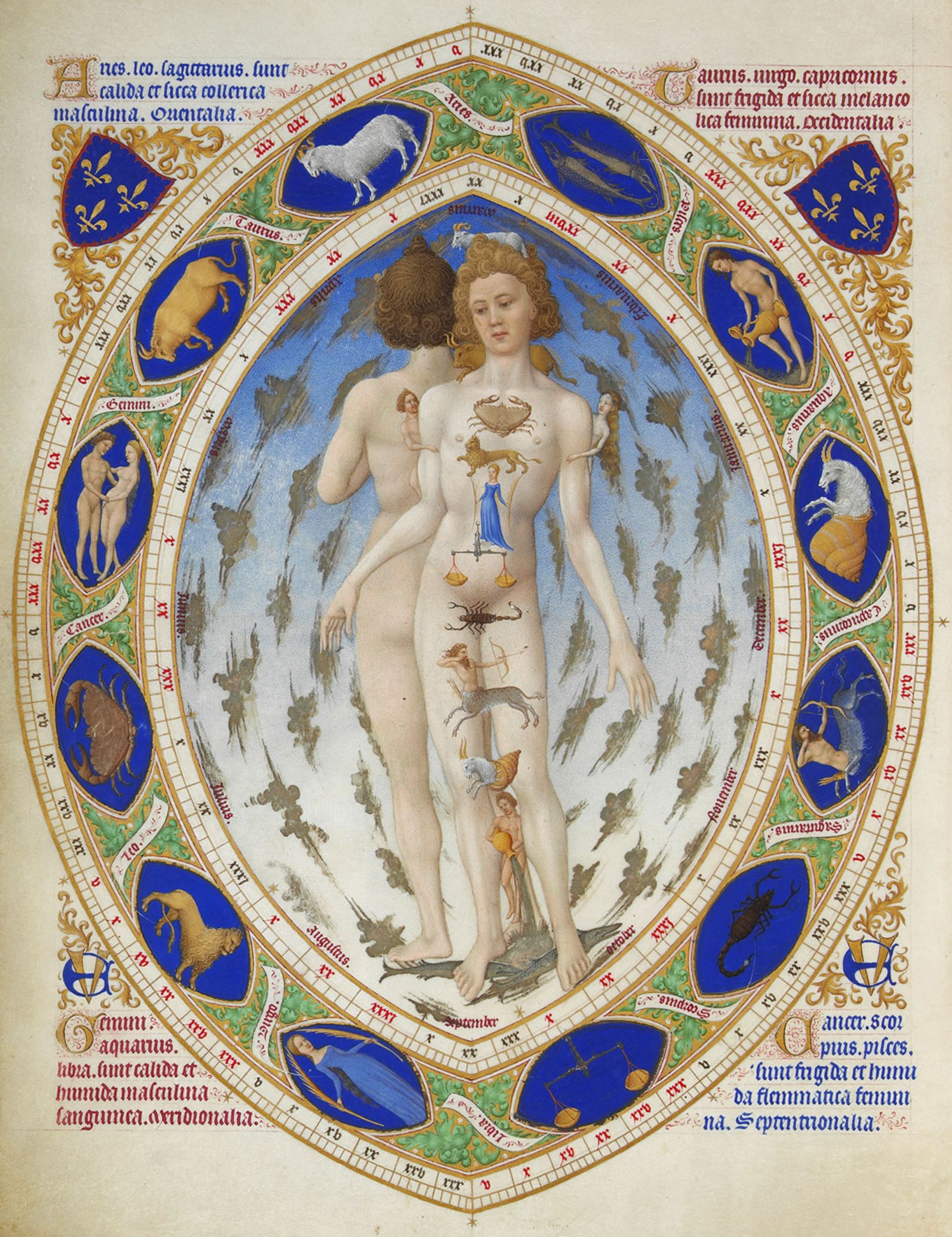
Иллюстрация из Часослова герцога Беррийского XV века, отображающая связь знаков Зодиака с Гиппократовыми темпераментами в соответствии с «горячестью-холодностью» и «влажностью-сухостью» зодиакальных созвездий.

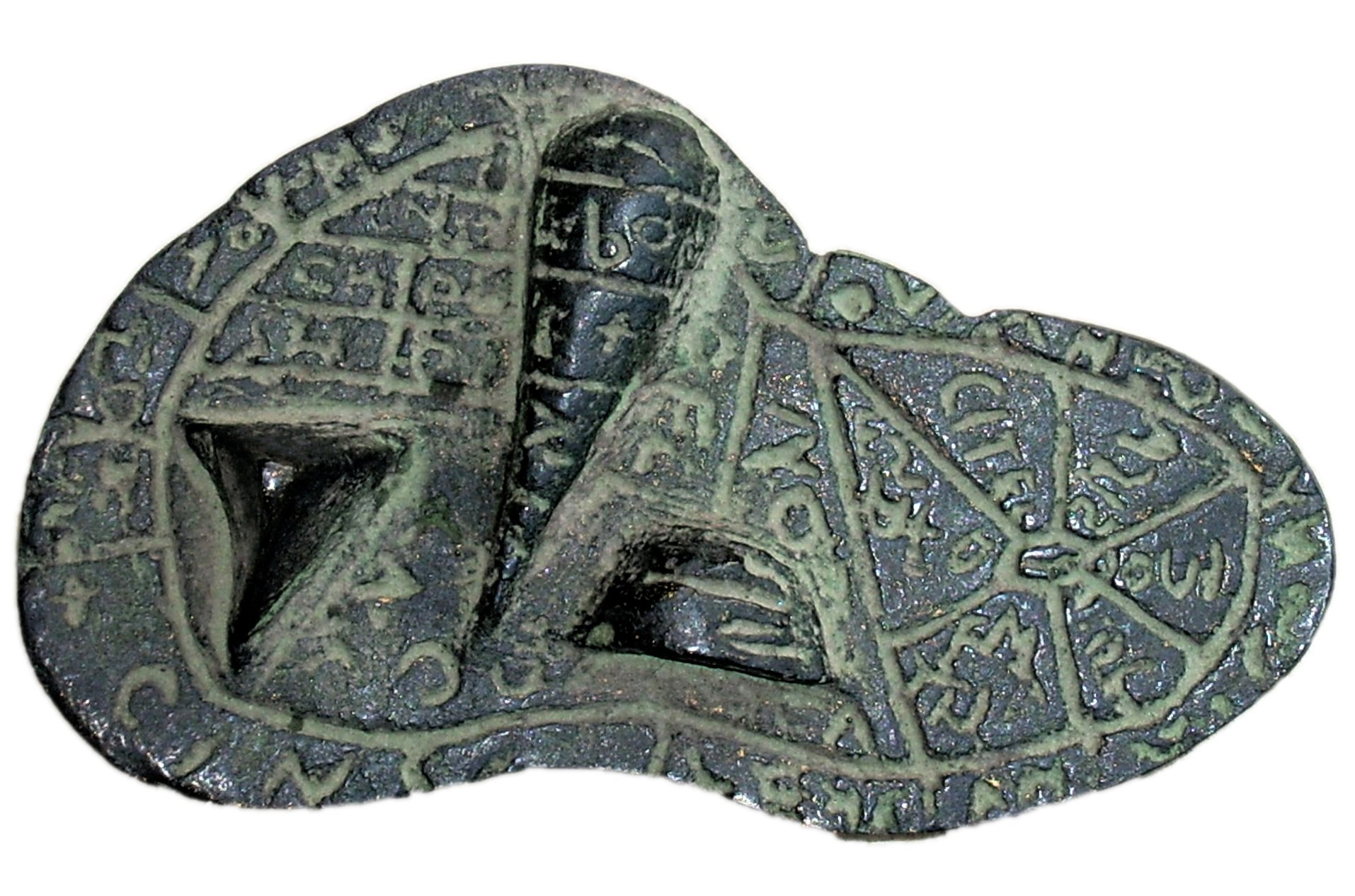
«Печень из Пьяченцы» — этрусская бронзовая модель печени для гаруспиций, представляющая собой модель неба с нанесёнными на неё «домами», в которые вписаны имена божеств.

Астроло́гия (др.-греч. ἀστρολογία, от ἀστήρ, ἄστρον «звезда» и λόγος «мысль, причина») — разновидность гадательной магии, группа описательных и предсказательных практик, традиций и верований, постулирующих воздействие небесных тел на земной мир и человека (на его темперамент, характер, поступки и судьбу) и, в частности, возможность предсказания будущего по движению и расположению небесных тел на небесной сфере и относительно друг друга. Астрология противоречит научным данным и представляет собой антинаучное учение.
Несмотря на большое количество предпринимаемых в паранауке попыток дать физическое обоснование астрологии, ни одна из них не увенчалась успехом, и современная наука полностью отрицает действенность астрологических методик, квалифицируя астрологию как псевдонауку и предрассудок. Национальный научный фонд США использует астрологию в качестве «эталонной» лженауки в оценочной системе «Science and Engineering Indicators».
Энциклопедия Британника относит астрологию к магическим гадательным практикам, основанным на концепциях, несовместимых с научными данными.
Некоторые современные астрологи называют астрологию метафорическим «символическим языком», в котором одно и то же высказывание допускает множество различных интерпретаций.
Европейская и индийская астрология ведут своё происхождение от шумеро-вавилонских астральных мифов, в которых небесные тела (Солнце, Луна, планеты) и созвездия были ассоциированы с богами и мифологическими персонажами, влияние богов на земную жизнь в рамках этой мифологии трансформировалось во влияние на жизнь небесных тел — символов божеств. Вавилонская астрология была заимствована греками и, затем, в ходе контактов с эллинистическим миром, проникла в Индию.

## Проблема определения
В связи с паранаучным характером астрологии не существует строгого общепринятого определения этой практики — этот вопрос по-разному решается в рамках множества астрологических школ и традиций. Широкие определения рассматривают астрологию как учение о связи человека и космоса и затрагивают различные понятия из астрономии, магии, эзотерики, психологии, оккультных, религиозных и философских концепций. Узкие определения сосредотачиваются на астрономической форме и магическом содержании астрологии и рассматривают её как, например, «математизированную технику составления гороскопов для предсказания по ним будущих событий». Астрологическая практика строится на двух тесно связанных моментах:
- Наблюдение за небом (регистрация астрономических событий и их представление в специфической форме).
- Интерпретация полученных данных (предположение о соответствии этих событий событиям в человеческой жизни или истории)[26].

## История астрологии

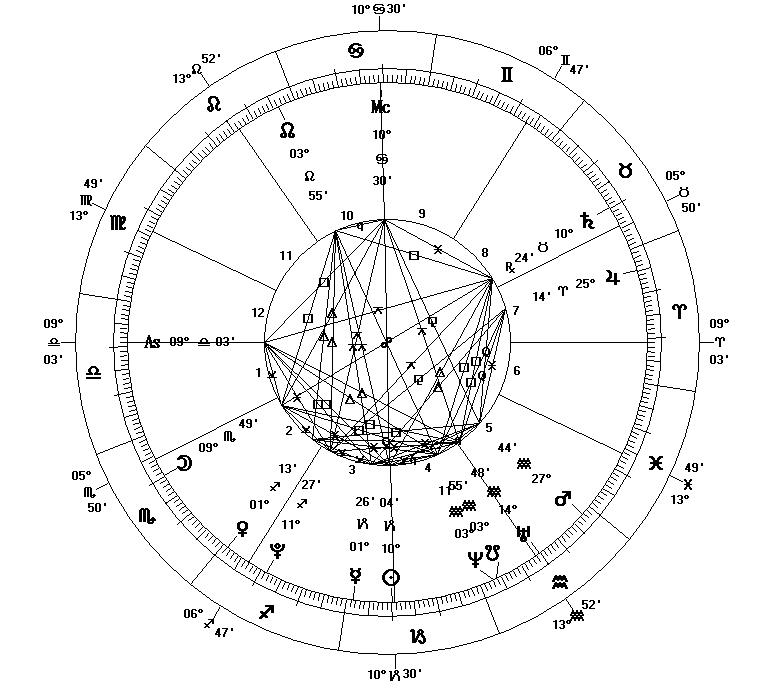
Гороскоп, построенный по западному образцу

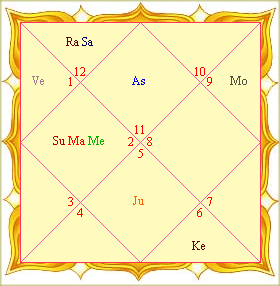
Гороскоп, построенный по индийскому образцу (северный стиль)

Вопрос о времени и месте возникновения астрологии сложен, поскольку наука обладает лишь ограниченным кругом достоверных сведений о древнейших этапах развития человеческой культуры, а соответственно и ранней истории мифологии и наблюдательной астрономии.
Некоторые исследователи относят возникновение астрологии к периоду мустьерской эпохи (около 40—100 тысяч лет назад), когда происходили фиксации простейших наблюдений за движением Солнца, а также развивались первоначальные навыки счёта и геометрия в разных районах Евразии.
Точно можно сказать лишь, что не позднее последних веков III тысячелетия до н. э. в Древней Месопотамии уже была известна астрология предзнаменований: в это время велись систематические астрономические наблюдения, а отдельным явлениям, таким как появление комет, солнечные и лунные затмения и т. п., придавалось астрологическое, предсказательное значение. Об этом свидетельствует найденный в 1847 году в Ниневийской дворцовой библиотеке ассирийского царя Ашшурбанапала клинописный текст «Энума Ану Энлиль». Однако почти до начала новой эры астрология оставалась мунданной и занималась предсказанием событий лишь государственного масштаба; идея индивидуального гороскопа не была знакома вавилоно-ассирийским астрологам.
Появление первых индивидуальных гороскопов датируют приблизительно V—IV веками до н. э. Именно к этому периоду относятся наиболее древние из дошедших до наших дней личные гороскопы. Вероятно, появление концепции индивидуального гороскопа было обусловлено слиянием введённого к IV веку до н. э. в употребление 12-знакового зодиака и развивающейся традиции гемерологий, напоминающих календари-месяцесловы списков благоприятных и неблагоприятных дней. Примером такого календаря может служить папирус из Древнего Египта, относящийся к периоду XIX или XX династии (около 1200 года до н. э.).
Окончательно традиция гороскопической астрологии сложилась под влиянием греческой культуры около I века н. э. В работе Птолемея «Тетрабиблос», относящейся к тому времени, излагаются принципы классической астрологии, которые сохранились практически неизменными вплоть до Новейшего времени. Астрологический трактат приписывается магу Астрампсиху.
После укрепления связей между Индией и греко-римским миром в III—V веках н. э. греческие тексты, содержащие сведения о гороскопической астрологии, попали на Восток и были переведены на санскрит, положив начало индийской астрологической традиции (хотя элементы догреческой астрологии попадали в Индию гораздо раньше). Не позднее середины I тысячелетия до н. э., после захвата Ахеменидами северной Индии, на Восток проникли знания вавилонской астрономии и астрологии в той разновидности, которая содержится в текстах «Мул Апин» (MUL.APIN).
Постепенно пути греческой и индийской астрологии расходятся. Индийские астрологи разработали концепции, незнакомые эллинам, такие как концепция лунных домов (накшатр) и астрологии вопросов (хорарная астрология). На Западе продолжал совершенствоваться математический аппарат астрологии: вычисления становились строже, вершины домов гороскопа были привязаны к астрономическим параметрам небесной сферы, была выдержана строгость определения аспектов между планетами (в Индии эта концепция существует в упрощённой форме).
Таким образом, к Новейшему времени сложились две родственные, но различающиеся деталями, традиции гороскопической астрологии:
- Западная система астрологии.
- Система индийской (ведической) астрологии.

Впоследствии к корпусу астрологии из-за внешнего сходства были отнесены некоторые календарные системы и традиции, строго говоря, не являющиеся астрологией, поскольку в них отсутствует момент определения реальных положений небесных тел в момент времени. К подобным календарным системам относятся:
- Китайский календарь (китайская астрология).
- Календарь майя (астрология майя).
- Календарь ацтеков (астрология ацтеков)[31].
- Астрология друидов.

Знаки зодиака западной астрологической традиции
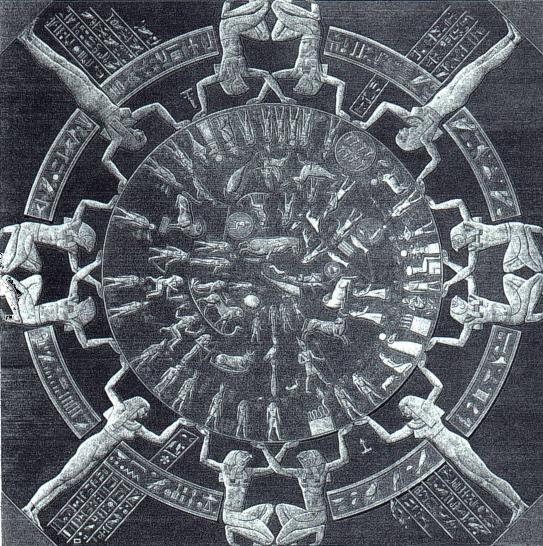
Зодиак с 12 знаками и 36 деканами, древнеегипетская фреска из Дендера
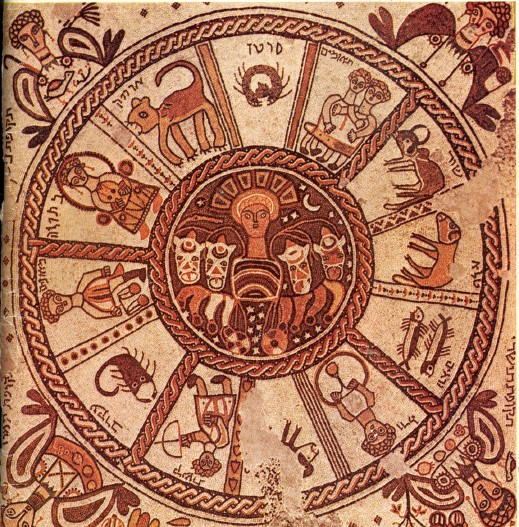
Мозаичный пол в синагоге Беит Альфа, VI век
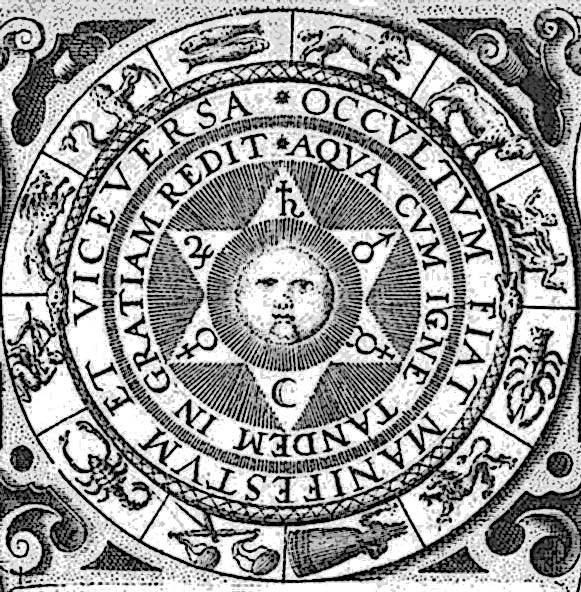
Иллюстрация из европейской книги 1618 года
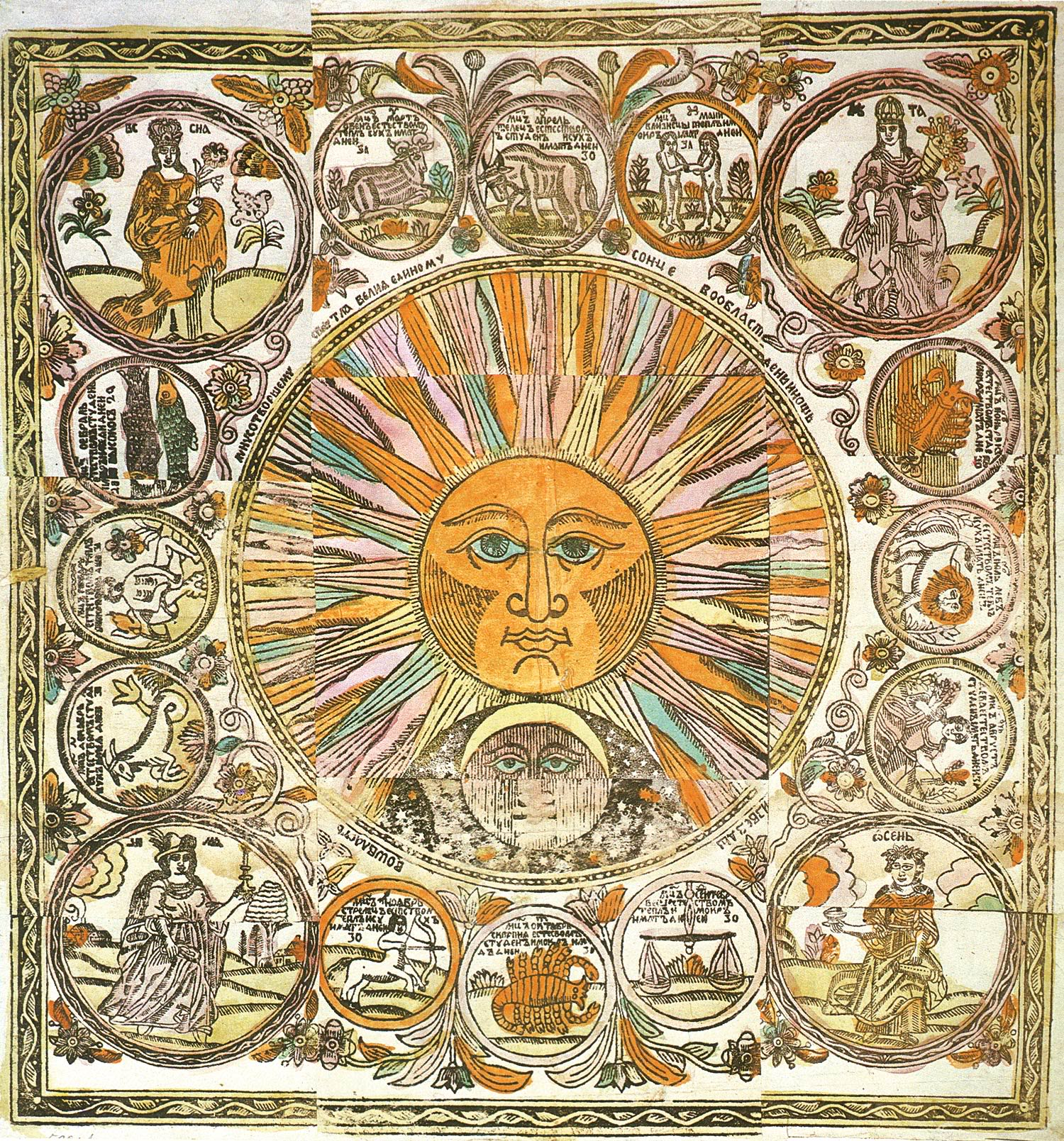
Русь, конец XVII — начало XVIII веков

## Гороскоп
Основным методом астрологической деятельности является построение и интерпретация астрологических карт — схематических изображений расположения небесных тел в некоторый момент времени.
Гороскоп — схематическая карта неба, видимого в определённый момент времени в некоторой географической точке земного шара. Астрологическая карта, отражающая схематическое расположение планет на небе, но не их расположение относительно горизонта, называется космограммой, то есть космограмма отражает относительное расположение тел Солнечной системы в определённый момент времени, но не их видимость с конкретной точки Земной поверхности.
Используется для предсказания событий, связанных с этой точкой пространства и моментом времени; является основой многих традиций астрологии.
В гороскопе учитывается взаимное расположение небесных тел (см. аспект) и их положение относительно 12 знаков зодиака и 12 домов гороскопа. В западной астрологии новейшего времени для построения гороскопа, в зависимости от конкретной школы, к которой относит себя тот или иной астролог, кроме планет септенера (Солнца, Луны, Меркурия, Венеры, Марса, Юпитера, Сатурна), известных в древности, учитывается положение Урана, Нептуна, Плутона, некоторых крупных астероидов и фиктивных точек.

## Разделы астрологии
Астрология имеет широкий спектр разделов, отличающихся решаемыми задачами и методологией:
- Натальная астрология, дословно астрология рождения — раздел астрологии, занимающийся предсказанием основных тенденций в судьбе человека, выявляет его склонности и особенности характера; иногда раздел астрологии, предсказывающий влияние взаимодействия светил на характер и психологические особенности человека, называют астропсихологией.
- Предсказательная астрология — раздел астрологии, посвящённый предсказанию событий в жизни человека.
- Синастрическая астрология — раздел астрологии, предсказывающий характер взаимоотношений.
- Медицинская астрология — направление астрологии, посвящённое вопросам здоровья человека.
- Хорарная астрология — раздел астрологии, занимающийся поиском ответа на заданный вопрос.
- Элективная астрология — раздел астрологии, занимающийся поиском благоприятного момента для начала какого-либо дела с целью добиться в нём успеха.
- Мунданная астрология — раздел астрологии, предсказывающий развитие и взаимодействие государств, наций и прочих больших социальных групп.
- Астрометеорология — раздел астрологии, предсказывающий изменения погоды.
- Дизайн человека — «новая астрология», автор которой задался целью определить характер человека, основываясь на времени и месте его рождения[32].

## Астрология и искусство
Астрология оставила существенный след не только в истории астрономии, естественных науках, религии и магии, но также в культуре.

### Структура произведения искусства и астрологические воззрения

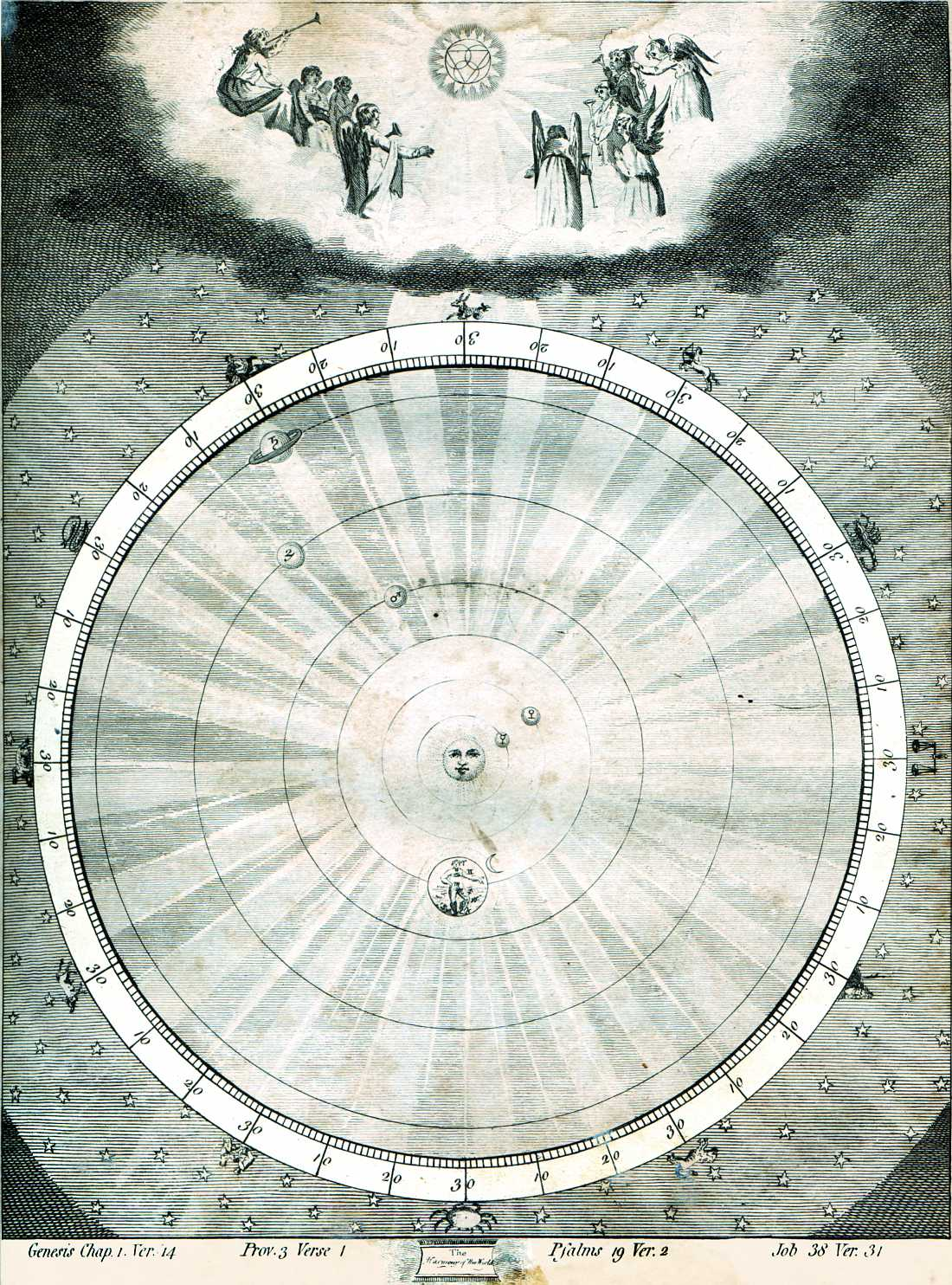
Гармония мира. Иллюстрация в «Новом и полном пояснении оккультных наук» Эбенизера Сибли, 1806 г.

Разрабатывая теорию музыки, учёные-пифагорейцы стремились выразить через игру на лире гармонию сфер (музыку сфер) — музыкальное звучание планет, солнца, луны и их сфер, составляющее музыкально-математическую архитектонику космоса, врачующее душу и порождающее состояние катарсиса. Через музыку пифагорейцы стремились постичь соразмерность гармонии души и космоса. Образ гармонии сфер оказал влияние на творчество неопифагорейцев и неоплатоников и доминировал в течение длительного времени не только в астрономии (Кеплер), но так же в эстетике и искусстве Европы средневековья и Нового времени (Гёте, немецкие романтики, Шекспир и др.).

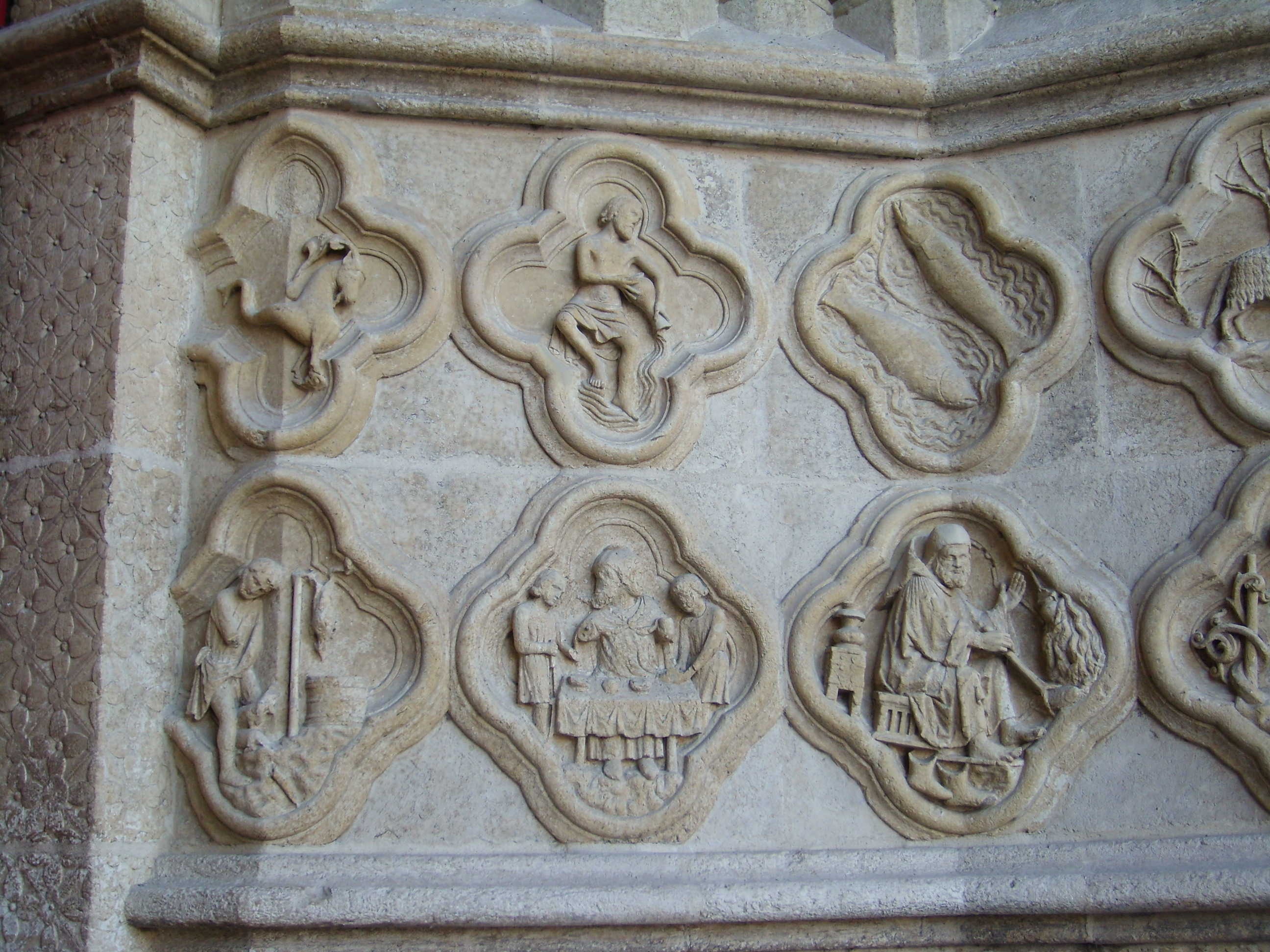
Знаки зодиака (Козерог, Водолей, Рыбы) на фасаде кафедрального собора в Амьене.

По мнению астрологов, некоторые Архитектурные сооружения древности были возведены в соответствии с астрологическими представлениями. Например, зиккураты Древней Месопотамии состояли из трёх (по числу трёх миров) или семи (по числу планет) этажей, каждый из которых имел четырёхугольную форму, символизировавшую четыре стороны света и четыре времени года.
Примером литературного произведения, построенного по астрологическому канону, может служить 12-строфное стихотворение «Двенадцать звучаний» («Zwölf Stimmungen») антропософа Рудольфа Штейнера. Строфы в этом произведения соотносятся с зодиакальными знаками, каждая строфа содержит по 7 строк, посвящённых 7 видимым планетам: 1-я строка — Солнцу, 2-я и 3-я посвящены внутренним планетам, Венере и Меркурию, средняя строка связана с Марсом, за ней следуют строки Юпитера и Сатурна. Последняя строка посвящена Луне, отражающей солнечный свет, выраженный первой строкой.

### Астрологические мотивы в искусстве
Как в литературе, так и в живописи, книжной миниатюре, музыке и скульптуре неоднократно создавались циклы, связанные со знаками Зодиака и астрологическим значением планет.
Творения Данте, Гриммельсгаузена, Шекспира, Кальдерона, Стендаля, Скотта и других писателей в художественной форме зачастую отображают астрологические концепции, господствовавшие в эпоху их написания.
Мало известным остаётся особый литературный стихотворный жанр, генетлиаконик, существовавший в европейской литературе. Эти стихотворения посвящались астрологическому восхвалению новорождённых и их родителей, основываясь на гороскопе новорождённого. Характерным примером генетлиаконика является сохранившееся стихотворение Симеона Полоцкого, посвящённое рождению будущего российского царя Петра I.

### Астрологические произведения как произведения искусства
Многие астрологические трактаты Древней Греции, Рима, эллинистического Египта и Индии создавались в стихотворной форме и в виде художественных произведений. Например, наиболее древний астрологический трактат греко-римской астрологии, дошедший до наших дней, — «Астрономикон» Маркуса Манилиуса — написан в форме поэмы. В Русском государстве конца XVII века было распространено переводное сочинение «Знаки царств, и государств, и мест, и украин, которые под которым знамением небесным двунадесяти зодий лежат», в котором страны мира уподоблялись знакам зодиака.

## Астрология и религии

### Астрология и иудаизм
Пророк Исайя подвергал астрологов особому осмеянию. Они говорили царю, что Израильское царство не падёт, в то время как Исайя утверждал обратное. В этом классическом противоречии между гороскопами и божественным откровением пророк заявляет:

И придёт на тебя бедствие; ты не узнаешь, откуда оно поднимется, и нападёт на тебя беда, которой ты не в силах будешь отвратить, и внезапно придёт на тебя пагуба, о которой ты и не Думаешь. Оставайся же с твоими волшебствами и с множеством чародейств твоих, которыми ты занималась от юности твоей; может быть, пособишь себе; может быть, устоишь. Ты утомлена множеством советов твоих; пусть же выступят наблюдатели небес и звездочёты (ἀστρολόγοι) и предвещатели по новолуниям и спасут тебя от того, что должно приключиться тебе. Вот они, как солома; огонь сожег их; не избавили души своей от пламени; не осталось угля, чтобы погреться, ни огня, чтобы посидеть перед ним (Ис. 47:11—14).
В Талмуде сказано: «Нет звезды или планеты, которая определяла бы судьбу евреев» (Недарим 32а, Шабат 156а).
Знаменитый апологет иудаизма Филон Александрийский трактуя слова книги Бытия про знамения грядущего под συμβία μελλόντων подразумевал указания на погоду, а не астрологические предзнаменования, к которым относится критически.
Многие еврейские мудрецы средневековья, например, Авраам Ибн-Эзра, были теоретиками и практиками натальной астрологии. С другой стороны, величайший авторитет средневекового еврейства Рамбам категорически отрицал научность и обоснованность астрологии.
Согласно каббалисту М. С. Лайтману, нет никакой связи между каббалой и астрологией. Ущерб от гаданий и астрологических предсказаний двойной — неправильные прогнозы и отвлечение от исправления. Следовательно, и реакция свыше — двойные страдания

### Астрология и христианство
Общее отношение
В Дидахе, церковном руководстве конца I — начала II веков, давалось предупреждение: «Не будь ни птицегадателем, поелику (птицегадание) ведёт к идолослужению, ни заклинателем, ни астрологом, ни чародеем, не желай смотреть на это, ибо от всего этого рождается идолослужение».
На Лаодикийском соборе (середина IV века) в правиле 36 астрология была запрещена, а астрологи отлучены от церкви: «Не подобает освящённым или причётникам быть волшебниками или обаятелями, или числогадателями, или астрологами».
В католицизме астрология, как и все формы гаданий и предсказаний, осуждается и отвергается, поскольку основана на желании власти над временем, историей и другими людьми и отрицает славу, почитание и благоговение, которые должны относиться лишь к Богу.
В определении Архиерейского Собора Русской православной церкви 1994 года «О псевдохристианских сектах, неоязычестве и оккультизме» астрология перечислена в ряду лжеучений наряду с язычеством, теософией и спиритизмом.
Историческая полемика
Григорий Богослов считал, что астрология оскорбляет Божественный промысел: «Для многих, родившихся под разными звёздами, равная участь и на море, и на войне. Кого связывали звёзды, тех не связал между собою одинаковый конец. А других, хотя разделили звёзды, одинаковая соединила кончина».
Иоанн Златоуст, толкуя Книгу пророка Исаии, в которой говорится об астрологах, пишет:

Чтобы кто-либо не сказал, что астрологи могут предсказывать будущее, пророк говорит: они не возвестили тебе ничего иного, кроме тоски, которой подвержены они сами, постоянно наблюдая звёзды и будучи бессильны знать что-либо. «Вот они, как солома: огонь сожег их, — не избавили души своей от пламени» (Ис. 47:14). Они не только будут бесполезны тебе, но даже и сами погибнут
Блаженный Августин так отвечал тем, кто полагает, что хотя бы иногда гороскопы соответствуют действительности:

Так как это служит к уловлению людей, то оно бывает действием совратившихся духов, которым попускается знать кое-что истинное из области временных предметов отчасти потому, что они обладают более тонким чувством, или более тонкими телами, или более богатым, благодаря своей продолжительной жизни, опытом. Поэтому истинный христианин должен остерегаться как астрологов, так и всяких прорицателей, особенно тех, которые говорят правду, чтобы, уловив при содействии демонов его душу, они не запутали его в своё сообщество.

Иоанн Дамаскин считал, что астрология отрицает человеческую свободу и Божественное достоинство:

Мы, созданные Творцом свободными, являемся господами наших дел. А если мы всё делаем в силу течения звёзд, то то, что мы делаем, мы делаем по необходимости. То же, что происходит по необходимости, не есть ни добродетель, ни порок. А если мы не имеем ни добродетели, ни порока, то мы недостойны ни наград, ни наказаний, равно как и Бог окажется несправедливым, подавая одним блага, другим скорби. Даже более того: раз всё ведётся и влечётся необходимостью, то не будет ни управления Божия в мире, ни промышления Божия о творениях.

По мнению многих астрологов, Книга Бытия содержит указание на то, что небесные тела создавались в том числе для опознания по их положению неких «знамений», под чем можно подразумевать астрологию:

И сказал Бог: да будут светила на тверди небесной [для освещения земли и] для отделения дня от ночи, и для знамений, и времён, и дней, и годов; и да будут они светильниками на тверди небесной, чтобы светить на землю. И стало так. (Быт. 1:14—17)
Однако в христианстве под знамениями понимаются не астрономические явления, а чудесные явления и знаки. Поскольку чудо по своему смыслу противоречит закономерности, систематически использовать знамения невозможно, а значит невозможно их и понимать как основу для каких-либо астрологических прогнозов. Что же касается намеренного поиска знамений, то таковое в православном христианстве крайне порицается: «род лукав и прелюбодейный знамения ищет» (Мф. 16, 4; 12, 38—42). По словам свт. Игнатия (Брянчанинова) «Прошение „знамения с небесе“ было не столько прошением чуда, сколько насмешкою над чудесами Богочеловека и выражением невежественного, превратного понятия о чудесах»; «в… состоянии самообольщения и разгорячения находятся и те, которые хотят видеть знамения».
Другая традиционная отсылка астрологов к Вифлеемской звезде с древности встречала критику христианских богословов. Григорий Богослов писал:

Не упоминай мне о великой славе Христовой — звезде-благовестнице, которая с востока путеводила волхвов в тот город, где воссиял Христос — безлетный Сын смертного рода! Она не из числа тех, истолкователями которых астрологи, но необыкновенная и не являвшаяся прежде сего, а замеченная в еврейских книгах. Из них предузнав о звезде, посвятившие жизнь звездословию халдеи, когда с удивлением отличили её от множества наблюдаемых ими звёзд и приметили, что с новым сиянием несётся она с востока по воздуху в еврейскую землю, заключили о рождении Царя. И в то именно время, как вместе с небожителями поклонились Царю астрологи, отпало у них попечение о своём искусстве.

### Астрология и ислам
Одним из самых тяжких грехов и неверием (куфр) в исламе является колдовство, а астрология считается разновидностью колдовства. Абдулла ибн Аббас сообщил, что Мухаммед сказал:

Тот, кто обучился отрасли астрологии, тот обучился отрасли колдовства, а кто обучился большему, тот выучил столько же колдовства.
— Ахмад 1/277, Абу Дауд 3905, «Сахих аль-Джами» 11019
По словам шейха Саида Мутауалли Ад-Дарша, в прошлом председателя Шариатского совета Британии:

В исламе нет места никаким предсказаниям будущего. Если человек читает гороскопы, думая, что звёзды точно предскажут его жизнь, то его молитвы не будут приниматься Аллахом в соответствии с хадисом Пророка (мир и благословения ему): «Молитва того, кто явится к предсказателю, спросит его о чём-либо и поверит ему, не принимается в течение сорока дней».

### Астрология и индуизм
В индуизме и в тибетском буддизме астрология — это часть религии, философии (Учения) и медицины. В аюрведе и тибетской медицине астрология используется на равных с другими методами диагностики больного. В каждом индуистском храме присутствует вспомогательный алтарь девяти планет (Наваграха), так как они рассматриваются как основные слуги верховной личности Бога (только в индуизме), непосредственно исполняющие его волю. Этот алтарь располагается обычно ближе всего к входу, и перед посещением основного алтаря индуист, посещающий храм, обходит этот алтарь вокруг несколько раз, держа в руках светильник с огнём, что символизирует очищение от кармы в ходе различных кругов перевоплощений. Часто вокруг этого алтаря можно видеть орнамент со знаками зодиака, что намекает на путешествия души по зодиакальному кругу (сансаре). Буддизм и индуизм опираются на концепцию кармы — закона, который можно кратко определить двумя максимами: 1) невозможно избежать плодов содеянного; 2) невозможно встретиться с плодами несодеянного. При этом считается, что предопределённость судьбы человека вполне поддаётся коррекции, чему и служит астрология, так как гороскоп якобы отражает именно некоторую сумму прошлой кармы, с которой человек пришёл в этот мир.

## Астрология и наука
Если вы соберёте 10 мудрейших людей всего мира и попросите их найти самую глупую вещь на свете, то ничего глупее астрологии они не найдут.
С точки зрения современной науки астрология является типичным лженаучным учением и разновидностью гадательной магии. Впервые она была отделена от астрономии ученым аль-Фараби в X веке в его «Трактате об астрологии» в части «Что правильно и что неправильно в приговорах звезд», в котором он рассматривал астрологию, как лженауку.

### Отношение современной науки к астрологии

#### Критика
Поскольку за астрологией исторически закрепилось название, включающее в свой состав корень греческого слова «логос», и применяемый для образования названий различных наук («биология», «археология» и т. д.), современным учёным приходится постоянно разъяснять, что астрология носит такое название только как дань традиции.
По мере развития науки в научной среде укрепилось убеждение о ложности астрологии. Убеждение в том, что астрология — псевдонаука, основывается на том, что методология астрологии несовместима с современной научной методологией. Астрологию относят к суевериям, лженаучным учениям и к разновидности гадательной магии. Нередко астрологи пользуются профессиональной терминологией, развитой в психологии. Также имеет место спекуляция астрологов на не полностью исследованных наукой проблемах, как и собственное толкование научных открытий.
В 1975 году 186 ведущих мировых учёных, в том числе 18 нобелевских лауреатов, выступили с заявлением «Возражения против астрологии», в котором выражали беспокойство по поводу того, что средства массовой информации охотно предоставляют свои страницы астрологии и прочим подобным псевдонаукам. Национальный научный фонд (США) относит веру в астрологию к одному из наиболее распространённых среди американцев псевдонаучных заблуждений. В России публичной критикой астрологии как лженауки занимается Комиссия по борьбе с лженаукой при Президиуме Российской академии наук.
21 октября 2013 года президент РАН академик В. Е. Фортов отметил, что наука и религия имеют общую цель в борьбе с хиромантией и гороскопами.
18 декабря 2023 года Комиссия РАН по борьбе с лженаукой выпустила меморандум, который признаёт астрологию лженаукой. В меморандуме изложены рекомендации гражданам, предпринимателям и политикам исключить использование астрологии при принятии важных решений. В рамках меморандума комиссия предложила образовательным организациям отказаться от мероприятий, связанных с обучением астрологии или её пропагандой, а средствам массовой информации — воздержаться от рекламы и популяризации астрологических услуг.

#### Поддержка
Ряд сторонников и создателей псевдонаучных теорий высказались в поддержку астрологии и полагают, что она имеет примеры успешного применения в мировой практике.
Астролог, один из учредителей «Союза профессиональных астрологов», член различных общественных академий Ф. К. Величко считает, что астрология занимает промежуточное положение между религией и науками (естественными и гуманитарными), и высказывает мнение, что все астрологические умозаключения должны быть надёжно подтверждены фактическим материалом.
В 2000 году Комиссия по Университетским грантам и Министерство развития человеческих ресурсов Индии решили ввести курс «Ведической Астрологии» (IAST: jyotir vijñāna) в индийских университетах, разослав письма с предложением грантов в размере 1,5 млн рупий в случае открытия отделений с преподаванием «ведической астрологии». На предложение откликнулись 35 университетов. Это вызвало резкую реакцию научного сообщества Индии, выразившего протест против попыток придания научного статуса псевдонауке. В настоящее время в ряде университетов Индии существуют отделения и присваиваются учёные степени по джьотише (астрологии индуизма). Ряд исследований в Индии показал неэффективность предсказаний индийских астрологов.

### Попытки верификации

#### Общие результаты
В самом общем виде астрологию невозможно фальсифицировать, но некоторые отдельные утверждения астрологов поддаются проверке. Однако ни один эксперимент, который мог доказать истинность утверждений астрологии о связи событий на небе и на земле, не увенчался успехом. Все усилия, направленные на то, чтобы установить достоверные статистические корреляции между расположением небесных светил в момент рождения человека и какими-либо особенностями его личности или событиями в жизни, не дали положительного результата. Астрологи в своих предсказаниях не показали результатов, существенно отличных от любого случайного предсказания. Те из них, кто заявляет об обладании сверхъестественными способностями, не способны действовать лучше, чем те, кто о таких способностях не заявляет.
При случайной сбываемости астрологических прогнозов склонность верить в них коррелирует с особенностями психики людей, в частности, с их нарциссическими чертами.

#### Эффект Марса
Существует ряд статистических исследований достоверности астрологии, давших кажущийся положительным результат. Наиболее известными в этой области являются работы Мишеля Гоклена, сопоставившего моменты рождения большого количества людей с их профессиями. Результаты этих работ оказались неоднозначными. Исследования Гоклена опровергли многие базовые положения астрологии, в частности, работоспособность гороскопов. В то же время в ряде других его исследований были обнаружены некоторые статистические закономерности, предполагавшие наличие связи момента рождения человека с его судьбой (см. эффект Марса). Эти исследования повторялись несколько раз под надзором различных экспертов и давали сходные результаты, однако научное сообщество отказалось признать их, мотивируя тем, что полученные результаты не имели статистической значимости и что при анализе Гоклен допускал систематическую ошибку, отбирая тех из людей, чьи данные о моменте рождения подтверждали его гипотезу.

#### Эксперимент Форера
Критику достоверности сообщаемых астрологами сведений современная наука часто подкрепляет ссылкой на эксперимент Форера (см. Эффект Барнума). В 1948 году американский психолог Бертрам Форер провёл психологический эксперимент: раздал своим студентам тест личности, чтобы по результатам тестирования предоставить им анализ их личности. Однако вместо настоящего анализа, он давал всем один и тот же расплывчатый текст, взятый из гороскопа. Затем он попросил каждого студента оценить по пятибалльной шкале: насколько описание их личности соответствует действительности. Средняя оценка оказалась равной 4,26. На оценку точности описания студентов повлиял в том числе и авторитет преподавателя.
Впоследствии эксперимент был повторён множество раз с тем же результатом. Оказалось, что люди зачастую крайне высоко оценивают точность таких описаний их личности, которые, как они предполагают, созданы индивидуально для них, но которые, на самом деле, неопределённы и достаточно обобщены, чтобы их можно было с таким же успехом применить и ко многим другим людям. Этим эффектом учёные объясняют феномен широкой популярности астрологических гороскопов, хиромантии и различных псевдонаук.

#### Астрологические близнецы
Одним из наиболее убедительных доказательств ложности астрологии считается эксперимент, начатый в 1958 году английскими учёными и продолжающийся по настоящее время. Учёные изучали более 2000 человек, родившихся с интервалом в среднем около 4,8 минуты (так называемых «временны́х близнецов»), и проследили их дальнейшую судьбу. Согласно астрологии, такие люди должны быть близки по профессии, по уму, по привычкам и т. д. Наблюдения велись за состоянием здоровья, родом занятий, семейным положением, уровнем интеллекта, способностью к музыке, искусству, спорту, математике, языкам и т. д. Всего учитывалось свыше сотни параметров. Никакого сходства между «временны́ми близнецами» не было обнаружено. Они оказались столь же отличны друг от друга, как и люди, родившиеся в разное время под любыми другими знаками Зодиака.

### Сайты сторонников астрологии
- Научная астрология. — сайт доктора химических наук Ф. К. Величко. Дата обращения: 11 января 2011. Архивировано из оригинала 7 октября 2011 года.
- Astrology & Science. The Scientific Exploration of Astrology (англ.). Дата обращения: 11 января 2011. Архивировано 8 декабря 2011 года.
- Archai — The Journal of Archetypal Cosmology (англ.). Дата обращения: 11 января 2011. Архивировано 14 августа 2012 года.
- «Санкт-Петербургская Астрологическая Академия». Дата обращения: 11 января 2011. Архивировано 17 января 2011 года.
- «Санкт-Петербургский Институт Астрологии». Архивировано 5 августа 2009 года.

### Сайты критиков
- Astronomical Pseudo-Science: A Skeptic’s Resource List. Архивировано 21 сентября 2013 года. (Сайт Тихоокеанского Астрономического Общества)
- Бюллетени. Архивировано 15 марта 2007 года. «В защиту науки», Комиссия по борьбе с лженаукой и фальсификацией научных исследований при Президиуме Российской Академии Наук
- Астрологическая статистика Мишеля Гоклена — критика астрологии. Архивировано 31 июля 2010 года.
- Committee for Skeptical Inquiry (CSI). Архивировано 24 августа 2011 года. — Сайт американских скептиков
- James Randi Educational Foundation. Архивировано 31 августа 2014 года. — Фонд Рэнди.